# Ismael Alhassane
Ismael Alhassane (14 de julho de 1994) é um judoca nigerino. Competiu nos Jogos Olímpicos de Verão de 2024 em Paris, sendo eliminado na primeira fase.
Conquistou uma medalha de bronze no Open de África em Yaoundé, em 2019. Conquistou uma medalha de ouro no Open de África em Dakar, em 2021. Conquistou uma medalha de bronze no Open de África de Yaoundé e Dakar em 2022. Conquistou a prata no Open de África de 2024, em Abidjan.